# BC Victoria
Badmintonclub Victoria is een Nederlandse badmintonclub uit de Limburgse plaats Hoensbroek, gemeente Heerlen. De club komt met het eerste team uit in de Eredivisie. De club werd in deze plaats opgericht op 28 juni 1959 en speelt haar thuiswedstrijden in sporthal In de Biessen. Anno 2012 zijn er 130 leden aangesloten bij de vereniging.
BC Victoria degradeerde voor het laatst in het seizoen 2006-2007, maar keerde het daaropvolgende seizoen terug in de hoogste klasse van het Nederlandse badminton. De vereniging werd echter nooit kampioen in de Eredivisie of winnaar van de landelijke NBB Cup. Maurice Breuer is momenteel trainer van het eerste team.

## Selectie

### Heren
- Robert Kwee
- Ben Maes
- Simon Merkt
- Christoph Beck
- Freek Golinski
- Rik Hermans

### Dames
- Thamar Pet
- Meta Knuth
- Jessie van Wijk
- Lieke Maes
- Denise Hall